# (13963) Euphrate
(13963) Euphrate, désignation internationale (13963) Euphrates, est un astéroïde de la ceinture principale.

## Description
(13963) Euphrate est un astéroïde de la ceinture principale. Il fut découvert par Eric Walter Elst le 3 août 1991 à l'ESO. Il présente une orbite caractérisée par un demi-grand axe de 3,33 UA, une excentricité de 0,2566 et une inclinaison de 0,93° par rapport à l'écliptique.
Il fut nommé en hommage à la rivière Euphrate qui coule en Syrie et en Iraq.

## Compléments